# Jakob Jantscher
Jakob Jantscher (Graz, 8 gennaio 1989) è un calciatore austriaco, centrocampista del Voitsberg.

## Carriera

### Club
Il 20 ottobre 2007 ha fatto il suo debutto contro il Salisburgo. Ha segnato il primo gol il 24 novembre 2007 contro l'Altach.
Il 3 giugno 2010 firma un contratto quadriennale per il Salisburgo.

### Nazionale
Viene convocato per gli Europei 2016 in Francia.

## Palmarès

### Club

#### Competizioni nazionali
- Coppa d'Austria: 4

Sturm Graz: 2009-2010, 2017-2018, 2022-2023
Salisburgo: 2011-2012
- Campionato austriaco: 1

Salisburgo: 2011-2012

### Individuale
- Capocannoniere del campionato austriaco: 1

2011-2012 (14 gol)